# Cynorkis hispidula
Cynorkis hispidula är en orkidéart som beskrevs av Henry Nicholas Ridley. Cynorkis hispidula ingår i släktet Cynorkis, och familjen orkidéer. Inga underarter finns listade i Catalogue of Life.